# Шумаков, Виктор Георгиевич
Виктор Георгиевич Шумаков (1907—1977) — советский конструктор зерноуборочных комбайнов, лауреат Ленинской премии (1964).

## Биография
Родился в 1907 г. в г. Харцызск (Донбасс).
Окончил Московский техникум Министерства путей сообщения (1927) и Таганрогский институт механизации и электрификации сельского хозяйства (1937). Работал инженером на Таганрогском инструментальном заводе (в 1941—1943 гг. в эвакуации под Новосибирском), участвовал в его восстановлении после освобождения города от немецкой оккупации и налаживании производства боеприпасов. С 1948 г. после перепрофилирования предприятие называлось Таганрогский завод самоходных комбайнов имени Сталина.
С 1953 по 1972 г. в созданном при комбайновом заводе Таганрогском ГСКБ по зерноуборочным машинам: руководитель испытательной группы, начальник лаборатории, начальник отдела моторно-ходовых систем и самоходных шасси. Автор изобретений, которые были использованы в конструкции серийных машин.
Участвовал в разработке зерноуборочных комбайнов, а также самоходного шасси СШ-75 «Таганрожец».
С 1972 г. жил в Киеве, где и умер в 1977 году.

## Награды и звания
- Ленинская премия (1964) — за участие в создании конструкции зерноуборочного комбайна «СК-4».
- Орден «Знак Почёта».
- Две медали ВДНХ.